# Risto Mäkelä
Risto Mäkelä (14 de enero de 1924 – 19 de marzo de 1992) fue un actor teatral, cinematográfico y televisivo finlandés.

## Biografía
Su nombre completo era Risto Väinö Kalevi Mäkelä, y nació en Raahe, Finlandia. Antes de dedicarse al cine, Mäkelä fue actor teatral, iniciando su carrera en 1945 y alcanzando fama en el Teatro de verano Pyynikki, en Tampere. Allí destacó su papel del coronel Karjula en la representación en los años 1960 de la obra Tuntematon sotilas. Como actor teatral, Mäkelä trabajó en el Teatro de Pori, en el de Tampere, en el Kansanteatteri-Työväenteatteri de Helsinki, en el Teatro Nacional de Finlandia y en representaciones de radioteatro.  
El primer papel cinematográfico de Mäkelä llegó con la película dirigida por Matti Kassila Komisario Palmun erehdys (1960). Fue conocido por su personaje de Ville en las películas de Aarne Tarkas Opettajatar seikkailee (1960), Oksat pois... (1961) y Turkasen tenava! (1963). Mäkelä tuvo dos actuaciones como protagonista, una en el drama Me (1961), de Toivo Särkkä, y otra en la cinta de Aarne Tarkas Hän varasti elämän (1962). Sin embargo, es mejor recordado por su trabajo como actor de reparto en producciones como Kaasua, komisario Palmu! (1961), Pikku suorasuu (1962) y Aatamin puvussa... ja vähän Eevankin (1971). 
Mäkelä también actuó en diferentes telefilmes y series televisivas, además de cortometrajes y producciones comerciales, trabajando igualmente como narrador. 
Por su trayectoria artística, a Risto Mäkelä se le concedió en 1990 la Medalla Pro Finlandia. 
Falleció en Helsinki] en 1992, a los 68 años de edad tras una corta enfermedad. Había estado casado con la actriz Ritva Ahonen, y tuvo un hijo, Martti Mäkelä, también actor. 

## Filmografía (selección)
- 1960 : Opettajatar seikkailee
- 1960 : Komisario Palmun erehdys
- 1960 : Justus järjestää kaiken
- 1960 : Autotytöt
- 1961 : Tulipunainen kyyhkynen
- 1961 : Oksat pois...
- 1961 : Minkkiturkki
- 1961 : Miljoonavaillinki
- 1961 : Me
- 1961 : Kaverukset (serie TV)
- 1961 : Kaasua, komisario Palmu!
- 1962 : Pikku Suorasuu
- 1962 : Naiset, jotka minulle annoit
- 1962 : Hän varasti elämän
- 1962 : Älä nuolase...
- 1962 : ”Ei se mitään!” sanoi Eemeli
- 1963 : Villin Pohjolan kulta
- 1963 : Turkasen tenava!
- 1963 : Totuus on armoton
- 1969 : Elävä ruumis (TV)
- 1970 : Akseli ja Elina
- 1971 : Aatamin puvussa... ja vähän Eevankin
- 1973 : Pohjantähti
- 1974 : Merirosvoradio (serie TV)
- 1974 : Sämpy (serie TV)
- 1976 : Luottamus
- 1977 : Viimeinen savotta
- 1978 : Tuntematon ystävä
- 1978 : Sodan ja rauhan miehet (serie TV)
- 1978 : Rautakauppias Uuno Turhapuro – presidentin vävy
- 1978 : Piilopirtti
- 1980 : Kivikasvot show (serie TV)
- 1982 : Jousiampuja
- 1983 : Harjunpää ja kylmä kuolema (serie TV)
- 1988 : Poliisijuttu (serie TV)